# Gary Caldwell
Gary Caldwell, född 12 april 1982 i Stirling, är en skotsk fotbollstränare och tidigare spelare (försvarare). Han är sedan 2022 tränare för Exeter City.

## Spelarkarriär
Caldwell har bland annat spelat fler än 100 ligamatcher för Celtic. Han debuterade i det skotska landslaget 2002.

## Tränarkarriär
I april 2015 tog Caldwell över som huvudtränare i Wigan Athletic.
Den 24 oktober 2022 blev Caldwell anställd som ny huvudtränare i League One-klubben Exeter City.